# Hyposmocoma opuumaloo
Hyposmocoma opuumaloo — вид молі ендемічного гавайського роду Hyposmocoma.

## Поширення
Зустрічається на острові Некер на Флегпоул-Хілл.

## Опис
Дорослі молі мають розмах крил 8,9—9,1 мм.

### Личинкова стадія
Личинки плетуть кокон. Кокон гусениці — конічної форми, довжиною 6,7—7,1 мм, від сірого до коричневого кольору, декорований піщинками, вплетеними в шовкові філаменти.